# Plac Adama Asnyka w Poznaniu
Plac Adama Asnyka w Poznaniu – plac o wymiarach 70 × 80 metrów, zlokalizowany w Poznaniu, w centrum Jeżyc, nieopodal Rynku Jeżyckiego.

## Historia
Plac wytyczono w 1910 jako miejsce wypoczynku i rekreacji dla mieszkańców dynamicznie się wówczas rozwijających Jeżyc (większość parcel zabudowano w tym rejonie do 1918).

## Położenie i architektura
Plac umieszczony jest stycznie do ul. Słowackiego i Asnyka. Bok dłuższy ułożony jest na osi północ-południe. Pierzeje placu są zwarte, ukończone i urbanistycznie jednorodne, zabudowane kamienicami z początku XX wieku. Szczególnie interesująca architektonicznie jest zajmująca dwie parcele kamienica z 1936 wzniesiona przez Józefa Jarysza na planie rozwartej litery L. Ścięcie narożnika południowo-wschodniego przez ten budynek uwypukla walory jego przestrzeni, jako domkniętego wnętrza miejskiego. W modernistycznej bryle kamienicy uzyskano efekt ekspresyjnej gry płaszczyzn i kontrastów światłocieniowych. Plac ma charakter intymny, mieszcząc w swym wnętrzu plac zabaw dla dzieci.
Na placu (od ul. Słowackiego) stoi głaz pamiątkowy ku czci darczyńców prywatnego ogrodu (Janowi i Weronice z Jeskich Kosickim) na cele miejskie i powstanie placu. Głaz postawiono w 2012 z inicjatywy lokalnych mieszkańców Jeżyc. Tablica zawiera cytat z Adama Asnyka: Dla serc szlachetnych największą rozkoszą, gdy drugim radość przynoszą.